# 小眼雙髻鯊
小眼雙髻鯊（英語：Sphyrna tudes），為一種棲息在大西洋西部委內瑞拉至烏拉圭沿岸海域的小型雙髻鯊，偏好高濁度的水域。雄鯊與幼鯊會形成魚群，而雌鯊則多半獨行。體長約 1.2—1.3米（3.9—4.3英尺），在頭部、身體兩側以及魚鰭上的體色呈現明亮的金黃色。為胎生，母鯊有 10 個月的妊娠期，每年可產下 5 至 19 頭幼鯊。
因為過度捕魚的關係，小眼雙髻鯊的數量已經有大幅減少的趨勢。加上牠們繁殖率低，目前已經被國際自然保護聯盟列為易危物種。

## 生態學
體長低於 67 cm（26英寸） 的幼年小眼雙髻鯊多以對蝦為食（尤其以 Xiphopenaeus kroyeri 為主）。成年鯊魚則多以硬骨魚（海鯰科的魚類與其魚卵）為食。而蝦子、海鯰體表的黏液與卵中富含類胡蘿蔔素，導致了小眼雙髻鯊金黃色的體色。生活在同一區域的小眼星鯊同樣擁有黃色的體色也以蝦為食，但牠們也會獵食梭子蟹、魷魚、石首鱼與新生的路氏雙髻鯊。小眼雙髻鯊容易成為更大型鯊魚的獵物，例如公牛鯊，更小的個體則可能成為其他硬骨魚類的食物。